# Ворота Святого Себастьяна
Ворота святого Себастьяна (лат. Porta San Sebastiano, также Porta Appia) — самые большие и наиболее сохранившиеся городские ворота античного Рима, являвшиеся частью стены Аврелиана.
Античные ворота назывались Порта-Аппия, так как от них начиналась Аппиева дорога. Первоначально низкое сооружение с двумя воротами было в V веке из соображений безопасности перестроено до 3-х этажей и одного прохода, были достроены две башни и зубцы.
В раннехристианский период ворота получили новое название в честь мученика Себастьяна, так как паломники ходили по Аппиевой дороге к базилике Сан-Себастьяно-фуори-ле-Мура и катакомбам св. Себастьяна, расположенным недалеко от ворот.